# 評論區
評論區是大多数在线網誌、線上報紙和其他网站中的一个專門區域，用戶可以在网站中給定的區域对網站上已发布的内容作出评论。用戶還可以在评论區回覆其他用戶發表的評論。 第一个推出評論區功能的在线网站是Open Diary ，該網站於1998年10月上線后不久就推出了评论區功能。 